# Robert Sab
Robert Sab, né le 7 novembre 1954 à Troyes, est un footballeur français. Il était milieu de terrain.

## Biographie
Robert Sab joue principalement en faveur du RC Lens, de l'AJ Auxerre et du Havre AC.
Il dispute 234 matchs en Division 1 et inscrit 18 buts dans ce championnat.

## Carrière

### De joueur
- 1969-1980 :  RC Lens (D1)
- 1980-1982 :  AJ Auxerre (D1)
- 1982-1983 :  OGC Nice (D2)
- 1983-1985 :  AS Saint-Étienne (D1)
- 1985-1987 :  Le Havre AC (D1)
- 1987-1989 :  US Mandelieu-la-Napoule

### D'entraîneur
- 1989-1991 :  US Mandelieu-la-Napoule
- 1991-1992 :  Beaulieu sur mer
- 1992-1996 :  AS Cannes (équipes jeunes)
- 1996-1999 :  RC Lens (réserve)
- 1999-2001 :  RC Lens (formation)
- 2001-2004 :  Qatar (adjoint)

## Statistiques
- 234 matchs et 18 buts en Division 1
- 70 matchs et 17 buts en Division 2
- 4 matchs en Coupe de l'UEFA